# Kala Patthar
Kala Patthar er et bjerg på sydsiden af højderyggen Pumori i det nepalesiske Himalaya. Bjerget er populært blandt vandrere i området omkring Mount Everest, da toppen af Kala Patthar tilbyder en af de bedste udsigter til Mount Everest. Bjerget ligger over byen Gorakshep.
Kala Patthar er et af de højeste bjerge man kan bestige i Nepal uden en klatretilladelse.
- Kala Patthar

28°00′N 86°50′Ø / 28°N 86.83°Ø